# フレンキシュ＝クルムバッハ
フレンキシュ＝クルムバッハ (ドイツ語: Fränkisch-Crumbach) はドイツ連邦共和国ヘッセン州オーデンヴァルト郡に属す町村（以下、本項では便宜上「町」と記述する）。

## 地理
フレンキシュ＝クルムバッハは、オーデンヴァルト中央部、シュトックシュタットでマイン川に注ぐゲルシュプレンツ川沿いに位置している。

### 隣接する市町村
フレンキシュ＝クルムバッハは、北東はブレンスバッハ、南東はライヒェルスハイム（ともにオーデンヴァルト郡）、西はリンデンフェルス（ベルクシュトラーセ郡）、北西はフィッシュバッハタール、北はグロース＝ビーベラウ（ともにダルムシュタット＝ディーブルク郡）と境を接している。

## 行政

### 議会
フレンキシュ＝クルムバッハの議会は23議席からなる。

### 首長
エリック・エンゲルス (CDU) は、2011年4月10日の決選投票で 52.1 % の票を獲得して町長に選出された。彼は2011年7月1日に町長に就任した。2017年3月12日の町長選挙では対立候補がなく 73.8 % の支持票を得て再選された。

## 文化と見所

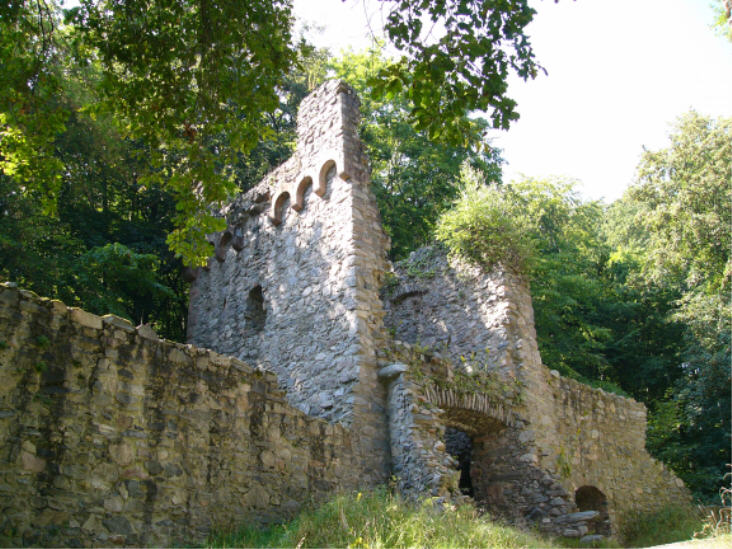
ローデンシュタイン城趾

### 建築
- プロテスタントの聖レウレンティウス教会は、ロマネスク様式の建物である。1485年に塔と新しい内陣が建設された。注目すべきは、墓銘碑で、その一部はルネサンス時代のものもある。
- ローデンシュタイン城趾: 1250年に建設された。
- ハウプトシュトラーセ沿いのゲンミンゲン家の墓所
- シュネラート城趾: 数km離れた場所にある。

## 経済と社会資本
連邦道B38号線がこの町を道路網に接続している。

## 引用
1. ↑  Hessisches Statistisches Landesamt: Bevölkerung in Hessen am 31.12.2023 (Landkreise, kreisfreie Städte und Gemeinden, Einwohnerzahlen auf Grundlage des Zensus 2011)]
2. ↑  “Bürgermeisterwahl in Fränkisch-Crumbach (Stichwahl) am 10.04.2011”. 2021年7月4日閲覧。
3. ↑  “Bürgermeisterwahl in Fränkisch-Crumbach am 12.03.2017”. 2021年7月4日閲覧。